# Minimelanolocus olivaceus
Minimelanolocus olivaceus är en svampart som beskrevs av R.F. Castañeda & Guarro 2003. Minimelanolocus olivaceus ingår i släktet Minimelanolocus, divisionen sporsäcksvampar och riket svampar.   Inga underarter finns listade i Catalogue of Life.